# Zacarías Ursino
Zacarías Ursino (Breslavia, Tierras de Bohemia, 18 de julio de 1534 - Neustadt an der Weinstrasse, Alemania, 6 de mayo de 1583) fue un teólogo calvinista alemán y uno de los autores del Catecismo de Heidelberg.
Fue discípulo de Felipe Melanchthon en Wittenberg. Después estudió teología en Ginebra con Juan Calvino y hebreo en París con Jean Mercier.
En 1561 fue nombrado (o designado) profesor en el Collegium Sapientiae de Heidelberg, donde en 1563 compuso el Catecismo a instancias del príncipe elector Federico III del Palatinado, el Piadoso, en cooperación con Gaspar Oleviano (también Caspar Olevian, Olevianus o von Olewing). La muerte del príncipe en 1576 llevó a la destitución de Ursinus, quien desde 1578 hasta su muerte en 1583 ocupó una cátedra en Neustadt an der Weinstrasse.
Sus Obras fueron publicadas en 1587-89, y una edición más completa por su hijo y dos de sus discípulos, Pareus y Reuterus, en 1612.